# برامر
برامر (به آلمانی: Brammer) یک شهر در آلمان است که در رندسبورگ-اکرنفورده واقع شده‌است.
 برامر  ۴۱۸ نفر جمعیت دارد.